# Ахеронт
Ахеро́нт, Ахерон (грец. Αχέρων Acheron; род. відм. Acherontos) — річка в підземному царстві, в яку вливаються річки Піріфлегетон і Кокіт, а також однойменний річковий бог.
Ахерон — притока Стіксу, через отруйні води якого Харон перевозив човном душі померлих у царство тіней. За перевезення він брав платню, тому в рот небіжчикам клали монету (обол). Але право на перевіз у країну тіней мали тільки ті померлі, тіла яких були поховані, тобто присипані хоча б жменькою землі, душі інших, непохованих, змушені були цілий вік блукати по берегах річки. Ахерон як син Сонця й Землі, не завжди протікав у підземному царстві; спочатку він зрошував сонячну розкішну луку, але за те, що під час боротьби богів з титанами напоїв титанів водою, Зевс скинув його в Аїд.
Річковий бог Ахерон мав дружину Горгіру і сина Аскалафа.